# Jacques Liesenborghs
Jacques Liesenborghs (Namen, 7 april 1941 - Saint-Mard, 18 februari 2023) is een voormalig Belgisch senator.

## Levensloop
Liesenborghs promoveerde tot licentiaat wijsbegeerte en letteren en werd leraar Latijn en Grieks aan het Collège Cardinal Mercier in Eigenbrakel. In 1970 werd hij er directeur van de humaniora.
In 1977 richtte hij zich op het technisch onderwijs en werd directeur van l'Atelier Marollien, een technische school voor het bouwvak bestemd voor volksjongens. Hij was medestichter en van 1980 tot 1990 secretaris-generaal van de Confédération générale des enseignants, die het onderwijs in volksmilieus tot prioriteit stelt.
Van 1991 tot 1995 zetelde hij voor Ecolo als rechtstreeks gekozen senator voor het arrondissement Nijvel in de Belgische Senaat en van 1999 tot 2004 was hij ondervoorzitter van de raad van bestuur van de RTBF. Hij dompelde zich nadien opnieuw onder in het onderwijs voor volkskinderen.

## Publicaties
- Écoles : notre affaire à tous !, Charleroi, 2008.
- Avec ta gueule de Flamand, Charleroi, 2008.
- (samen met Philippe Meirieu,) L'enfant, l'éducateur et la télécommande, Brussel, 2006.